# 落馬洲中港貨運聯會
落馬洲中港貨運聯會，是香港民間團體，是香港功能組別「航運交通界功能界別」的成員，關注中港貨櫃運輸業事務，成員是貨櫃車車主、司機及業界等。落馬洲中港貨運聯會主席是蔣志偉。

## 關注事項
- 陸路運輸
- 油渣、燃油附加費、油價
- 紅油
- 香港柴油稅優惠

## 跨境貨運點對點
- 香港貨櫃碼頭、東莞、深圳、蛇口、鹽田港。

## 同業組織
- 香港付貨人協會
- 貨櫃運輸業職工總會

## 外部參考
- 香港《立法會條例》 - SCHEDULE 1A 「航運交通界功能界別」的成員: 87.落馬洲中港貨運聯會 （页面存档备份，存于）
- 中港櫃車徵燃油費，業界反應，包括“落馬洲中港貨運聯會”主席蔣志偉 （页面存档备份，存于）
- 落馬洲中港貨運聯會換屆就職 （页面存档备份，存于）